# A Ideia Geral de Revolução no Século XIX
A Ideia Geral de Revolução no Século XIX (em francês: Idée générale de la révolution au XIX siècle) é um influente manifesto escrito em 1851 pelo filósofo anarquista Pierre-Joseph Proudhon. O livro retrata a visão de uma sociedade ideal onde fronteiras estariam acabadas, estados-nação abolidos, não havendo poder cental ou leis governamentalizadas, exceto para o poder residente nas comunas e associações locais, governadas pela lei contratual. As ideias do livro posteriormente se tornaram a base para as teorias libertária e anarquista, sendo o trabalho agora considerado um clássico da filosofia anarquista.
Foi publicado em Julho de 1851, tendo sua primeira edição um número de 3000 cópias vendidas, com uma conseguinte segunda edição lançada em Agosto. A tal ponto, Proudhon estava ainda prestando seu último ano de uma sentença de prisão iniciada nesse mesmo ano, por criticar Napoleão III como um reacionário.
O tema central da obra é a necessidade histórica da revolução, e a impossibilidade de preveni-la. Mesmo as forças de reação acabam por produzir revolução ao tornarem a revolução mais consciente de si, tendo em vista que reacionários recorrem a métodos cada vez mais brutais a fim de suprimir o inevitável. Proudhon enfatiza que é a natureza exploratória do capitalismo que cria a necessidade de um governo, e que revolucionários devem transformar a sociedade interferindo em sua base econômica. Assim, a forma autoritária do governo se torna supérflua.
Ele propõe que o Banco da França seja tornado no "Banco da Troca", uma instituição democrática autônoma em vez de um monopólio controlado pelo Estado. Ferrovias e grandes indústrias deveriam ser cedidas aos próprios trabalhadores. Sua visão de futuro é a de uma sociedade feita pelo autogoverno, organizações democráticas, sem uma autoridade central as controlando.